# Cultura Chinchorro
A Cultura Chinchorro foi uma cultura de povos caçadores-coletores marinhos pré-colombianos, que viveram entre os anos de 7.400 a.C. e 2.840 a.C. na costa do Pacífico, entre Antofagasta na região do norte do Chile e Ilo no sul do Peru. Possuíam o costume de mumificar artificialmente seus mortos e enterra-los em cemitérios. A mumificação artificial dos Chinchorros é considerada a mais antiga da história humana.
O nome Chinchorro é devido a área do Pampa Chinchorro, onde o arqueólogo alemão Max Uhle fez suas descobertas iniciais deste povo, no início do século XX.
Os sítios arqueológicos da cultura chinchorro localizados na região de Arica e Parinacota, no Chile. É um Patrimônio Mundial, tombado pela Organização das Nações Unidas para a Educação, a Ciência e a Cultura (UNESCO) no ano de 2021.

## Origem
As pesquisas feitas até o momento consideram que a Cultura Chinchorro tem sua origem biológica na população da região amazônica, que migraram por pressão demográfica. E posteriormente, por ondas migratórias do sul do Peru, com tradições costeiras e por caçadores andinos explorando a costa em busca de novas fontes de alimento. Os arqueólogos e bioantropólogos ainda discutem sobre a origem desta cultura.

## Costumes

### Assentamentos
Os assentamentos Chinchorro eram semipermanentes e geralmente se localizavam em foz de rios e riachos. Os grupos eram formados com 30 a 50 pessoas com grau de parentesco.
Foram encontrados evidencias de dois tipos de abrigos em sítios arqueológicos Chinchorro distintos. Em ambos os sítios, os abrigos eram construídos espalhados pelo assentamento. No sítio de Arica, os abrigos tinham formato circular, entre 2 e 5 metros de diâmetro e com uma lareira no meio. A estrutura era feita com uma fileira dupla de pedregulhos e postes de madeira para sustentar uma cobertura leve. No vale dos Camarões, os abrigos tinham formato semicircular com 4 a 5 metros de diâmetro e com postes de madeira ou ossos de mamíferos para sustentar uma cobertura leve, feita de esteiras, bastões ou peles de animais e o piso era rebaixado, com solo compactado ou coberto com juncos. As áreas de atividades comunitárias, como preparação de alimentos e confecção de ferramentas, eram em espaços abertos com fogueiras.

### Vestimentas e ferramentas
Para vestimentas era usado saias de franja feitas de vibra vegetal e tangas. Para adornos, era utilizado colares de ossos e faixas de junco pintadas de vermelho ou cordas de fibra de camelídeo em cores naturais enroladas na cabeça.
Para a exploração de recursos, eram usadas ferramentas feitas com materiais de origem mineral, vegetal, ossos e conchas. Nas escavações arqueológicas, algumas das ferramentas encontradas foram arpões de madeira ou de ossos, atlatl, anzóis de espinho de cactos, anzóis de osso e conchas, linha de pesca de junco e algodão, chumbada de pedra para afundar a linha e cestas de junco.

### Divisão de trabalho
As provisões de alimentos eram para consumo imediato e baseados na pesca, na coleta de moluscos e, em menor escala, na caça da fauna terrestre e coleta de plantas silvestres. Há evidências de consumo de vieiras, mexilhões, peixes, pelicanos, camelídeos selvagens e mamíferos marinhos, e também de algas, tomates e hortelã. Os Chinchorros eram igualitários na produção, distribuição e trocas entre os membros do grupo. Mulheres e crianças exploravam as imediações pescando, coletando moluscos e plantas silvestres, e os homens exploravam áreas mais afastadas caçando ou nadando para caçar mamíferos marinhos.

### Mumificação artificial
A mumificação artificial dos Chinchorros se originou por volta dos anos de 7.000 a.C., com seu epicentro no assentamento da foz do rio Camarões e depois se espalhou de norte a sul. A princípio, mumificavam somente bebês e crianças. Por volta de 5.400 a.C., passaram a mumificar todos os seus parentes, sem distinção de idade e sexo. Os enterros eram feitos em cemitérios coletivos próximo aos assentamentos, os corpos mumificados eram transportados em macas feitas de fibra vegetal ou pele de animal e enterrados em covas entre 0.30 metros e 1.50 metros de profundidade. Colocavam artefatos e oferendas funerárias no corpo ou próximo a ele. Dos artefatos encontrados, o mais comum era o arpão. Também encontraram, junto aos corpos, outras ferramentas como bolsas de couro com pigmentação colorida e pincéis feitos com materiais vegetais, conchas marinhas, colares, cestos, anzóis e linhas de pesca. Como oferendas, foram encontrados ossos de pelicano, peixes e mamíferos marinhos.

#### Múmias negras
As múmias pigmentadas de preto surgiram em torno de 6.070 a.C. e declinaram em torno de 4.800 a.C.. O couro cabeludo era retirado e o corpo enterrado em local úmido. Depois de uma semana, o corpo era exumado, as vísceras e órgãos eram retirados e substituídos por enchimentos de origem vegetal, e paus em posição longitudinal para sustentar o torso. A remoção do cérebro era através de buracos feitos na base do crânio. O corpo, o rosto e os órgãos genitais eram modelados com argila cinza e depois pintado com pigmentação que continha óxido de manganês preto. A múmia recebia uma peruca curta, feita de cabelo humano.

#### Múmias vermelhas
As múmias pigmentadas de vermelho são datadas entre os anos de 4.800 a.C. e 4.000 a.C. As vísceras, órgãos e parte dos músculos eram retirados através de pequenas incisões no abdômen, ombros, virilha, joelhos e tornozelos, depois o interior do corpo era seco com brasas e cinzas e preenchido com sedimentos, elementos de origem orgânica e fibras de junco dispostos longitudinalmente. Utilizavam pau ao longo dos membros superiores e inferiores e na coluna para dar suporte ao corpo. A pele preservada da pessoa morta era pintada com pigmentação que continha óxido de ferro vermelho. Essas múmias tinham seus rostos modelados e recebiam uma peruca de longos cabelos humanos, que era presa na cabeça por uma camada de argila.

#### Múmias enfaixadas
As múmias enfaixadas datam dos anos 4.000 a.C. até 3.700 a.C.. Os corpos foram naturalmente mumificados, mas receberam intervenções como a aplicação de uma leve camada de lama e o tronco foi enfaixado com bandagens feitas de cordas de junco, tiras de pele de animais, fibras vegetais, fios fiados ou têxteis e o rosto recebia uma máscara de argila.

## Patologias
40̯,6% dos Chinchorros era portadora da doença de Chagas. E 3% da população Chinchorro se encontravam em estágio avançado da doença. O parasita Trypanosoma cruzi fazia parte da vida silvestre no Deserto do Atacama, onde os animais silvestres já possuíam a doença bem desenvolvida. Com a chegada dos Chinchorros ao deserto, o protozoário passou para o ciclo doméstico, com o povo tendo contato com os animais contaminados e o barbeiro.
O alto nível de arsênico, principalmente na região de Camarões (1000μg/L), contaminou alimentos e água. Era comum a intoxicação por arsênico na população Chinchorro. Por esse motivo, havia um alto índice de mortalidade infantil, nascimentos prematuros, natimortos, baixo peso ao nascer, danos nos órgãos e baixo nível de sangue vermelho e abortos espontâneos.
Ocorria as doenças devido as atividades exercidas, como exostose auditiva externa e osteoartrose. Foram observados casos de pneumonia, periostite, treponematose, osteíte e sinais de estresse nutricional.